# Nullum
Ein Nullum (vom lateinischen nullus, „gar kein“) ist altes Akademikerdeutsch für etwas Nichtiges.
Ein juristisches Nullum ist ein Tatbestand oder eine Handlung, die rechtlich nicht oder nicht mehr existent ist und daher auch keine Rechtswirkung entfaltet. Dies kann beispielsweise der Fall sein, wenn die Frist für einen bereits verfallenen Anspruch nachträglich verlängert wird.
Im deutschen Bürgerlichen Gesetzbuch ist Schweigen grundsätzlich ein juristisches Nullum, es gibt also keine Zustimmung zu einem Angebot durch bloßes Schweigen oder Nichtstun (Ausnahmen sind die Fälle des sogenannten normierten Schweigens, z. B. § 108 Abs. 2 Satz 2, § 177 Abs. 2 Satz 2 BGB). 
Im Handelsrecht wird dieser Grundsatz, dass Schweigen ein Nullum darstellt, wegen der stärkeren Betonung des Verkehrsschutzes unter Kaufleuten mehrfach eingeschränkt, so zum Beispiel beim Schweigen auf ein kaufmännisches Bestätigungsschreiben oder im Anwendungsbereich des § 362 HGB.